# Ana Ariel
Ana Ariel (18 marzo 1930 – Rio de Janeiro, 20 febbraio 2004) è stata un'attrice brasiliana.

## Biografia
Proveniente da una famiglia circense (il padre era il pagliaccio Piolin), era anche cugina dell'attore Ankito, di cui volle seguire le orme.
A partire dal 1967 lavorò nelle telenovelas, molte delle quali prodotte da Rede Globo. Viene ricordata per le sue interpretazioni da comprimaria in Fiore selvaggio, Maria, Maria e soprattutto Samba d'amore, dove ebbe il ruolo della simpatica cartomante Madama Zoraide. Apparve anche in qualche film.
Morì nel 2004 per un problema cardiaco. 

## Filmografia

### Televisione
- A Rainha Louca (1967) - Joaquina
- Sangue e Areia (1968) - Esmeralda
- Rosa Rebelde (1969)
- Véu de Noiva (1969) - Rita
- Verão Vermelho (1970) - Rosa
- Irmãos Coragem (1970) - Domingas
- O Homem que Deve Morrer (1971) - Rita
- Selva de Pedra (1972) - Berenice
- O Bem-Amado (1973) - Zora Paraguaçu
- O Semideus (1973) - Clara
- O Crime do Zé Bigorna (1974)  - Eulália
- Gabriela (1975) - Idalina Tavares
- A Moreninha (1975) - Lalá
- Saramandaia (1976) - Santinha
- Duas Vidas (1976) - Madame Xavier
- Nina (1977)
- Maria, Maria (1978) - Rosária
- Sinal de Alerta (1978) - Constança
- Pai Herói (1979) - Dona Lurdes
- Memórias de Amor (1979) - Bernarda
- Fiore selvaggio (1979)  - Bina
- Samba d'amore (1980) - Madama Zoraide
- As Três Marias (1980) - Luiza
- Elas por Elas (1982)  - Raquel
- Mário Fofoca (1982) - Raquel
- Voltei pra Você (1983) - Nena
- Amor com Amor se Paga (1984) - Leonor
- De Quina pra Lua (1985) - Odila
- Hipertensão - (1987) Conceição
- Sassaricando - (1987) Dona Josefa
- Senza scrupoli (1988)
- Pecado Capital (1998)
- Laços de Família (2000)
- Chocolate com pimenta (2003)

### Cinema
- Pedro Diabo Ama Rosa Meia Noite (1969)
- As Aventuras de Mário Fofoca (1982)